# Józef Kermisz
Józef Mechel Kermisz (hebr. ‏יוסף קרמיש‎, ur. 2 czerwca 1907 w Złotnikach, zm. 18 października 2005) – polski i izraelski historyk, archiwista, dyrektor archiwum Żydowskiego Instytutu Historycznego, założyciel i pierwszy kierownik archiwum Jad Waszem.

## Życiorys
Syn Moszego i Racheli Złotników. Jego matka zmarła gdy miał 12 lat.
Podjął studia historyczne na Uniwersytecie Warszawskim, był uczniem Wacława Tokarza i Marcelego Handelsmana, równolegle studiował także w Instytucie Nauk Judaistycznych, przerwał naukę, musząc zarabiać na utrzymanie. W 1933 roku uzyskał stopień magistra, a w 1937 roku doktora na podstawie pracy Lublin i Lubelskie w ostatnich latach Rzeczypospolitej (1788–1794). Przed 1939 rokiem publikował artykuły naukowe, planował także wydać książkę na podstawie swojej pracy doktorskiej, druk został jednak przerwany przez wybuch II wojny światowej. Książka została przechowana przez wydawcę i wydana w 1945 roku, według Kermisza była to pierwsza naukowa książka historyczna wydana w powojennej Polsce. Wybuch wojny przerwał także realizowane przez niego badania dotyczące historii Warszawy, zlecone mu przez Towarzystwo Miłośników Historii oraz badania dziejów warszawskich Żydów.
Podczas kampanii wrześniowej przedostał się do Równego, gdzie zastała go inwazja ZSRR na Polskę. Podczas okupacji radzieckiej pracował jako nauczyciel historii, a następnie, do 1941 roku, dyrektor szkoły w Husiatynie. W latach 1941–1943 przebywał w Probużnej, a następnie w Łuskach pod Husiatynem. Przez jakiś czas był pracownikiem Żydowskiej Samopomocy Społecznej we Lwowie, prawdopodobnie pracował także jako robotnik przymusowy w gospodarstwie rolnym. Podczas ostatniej akcji deportacyjnej Żydów z Probużnej, 20 października 1943 roku przeżył, ukrywając się w wysokim zbożu, a później w okolicznych lasach. Następnie dotarł do wsi Czabarówka, gdzie ukrył go jego znajomy, nauczyciel Franciszek Kamiński. Wraz z nim ukrywała się czwórka innych Żydów, wszyscy dożyli wkroczenia na te tereny Armii Czerwonej w marcu 1944 roku.
Niedługo po wyzwoleniu dołączył do Polskich Sił Zbrojnych w ZSRR, w lipcu tego samego roku zostając nauczycielem historii w szkole oficerskiej w Żytomierzu. Następnie został awansowany do stopnia majora i jesienią, wraz ze szkołą przeniósł się do Lublina. W Lublinie podjął współpracę z nowopowstałą Centralną Żydowską Komisją Historyczną, gdzie współpracował m.in. z Filipem Friedmanem i Nachmanem Blumentalem. W marcu 1945 roku, wraz z CŻKH przeprowadził się do Łodzi. Pracował jako szef archiwum komisji i brał udział w pozyskaniu dla niej m.in. dokumentów z getta łódzkiego oraz cywilnej administracji Kraju Warty. W 1947 roku został zastępcą dyrektora nowoutworzonego Żydowskiego Instytutu Historycznego. Publikował artykuły w czasopiśmie ŻIH „Bleter far Geszichte”. Miał wystąpić jako biegły podczas procesu Jürgena Stroopa, w związku czym przeprowadził z nim trzy wywiady w więzieniu mokotowskim.
W maju 1950 roku wyjechał do Izraela. Po wyjeździe Blumentala latem tego samego roku, współpracował z nim przy utworzeniu archiwum i ekspozycji Muzeum Bojowników Getta w kibucu Lochame ha-Geta’ot. W 1954 roku był założycielem i pierwszym kierownikiem archiwum Instytutu Jad Waszem, funkcję tę pełnił do przejścia na emeryturę w 1978 roku. W 1964 roku nabył dla archiwum oryginał dziennika Adama Czerniakowa oraz kopie archiwum Oneg Szabat. Brał udział w przygotowaniu dokumentacji przed procesem Adolfa Eichmanna, podczas procesu występował także w charakterze biegłego. Opublikował m.in. opracowanie raportów Stroopa z powstania w getcie warszawskim, tłumaczenie dziennika Adama Czerniakowa oraz antologię dokumentów Oneg Szabat. Współpracę z Jad Waszem kontynuował na emeryturze do 1991 roku, przerwał ją z powodu choroby.
W styczniu 1954 roku wziął ślub z Batią Bobker. Para miała dwóch synów: Eljahu i Moszego. Eljahu zginął w 1973 roku w wypadku podczas służby w Siłach Obronnych Izraela.
Zmarł 18 października 2005 roku. Został pochowany na cmentarzu Har ha-Menuchot w Jerozolimie. W 2006 roku wdowa po Kermiszu wystąpiła do Wydziału Sprawiedliwych Wśród Narodów Świata Jad Waszem o pośmiertne założenie teczki Franciszka Kamińskiego, sprawa nie została jednak doprowadzona do końca.